# São José da Safira (kommun)
São José da Safira är en kommun i Brasilien.   Den ligger i delstaten Minas Gerais, i den sydöstra delen av landet, 700 km öster om huvudstaden Brasília. Antalet invånare är 4 075.
Följande samhällen finns i São José da Safira:
- São José da Safira

Omgivningarna runt São José da Safira är huvudsakligen savann. Runt São José da Safira är det glesbefolkat, med 8 invånare per kvadratkilometer.